# Ašmaka

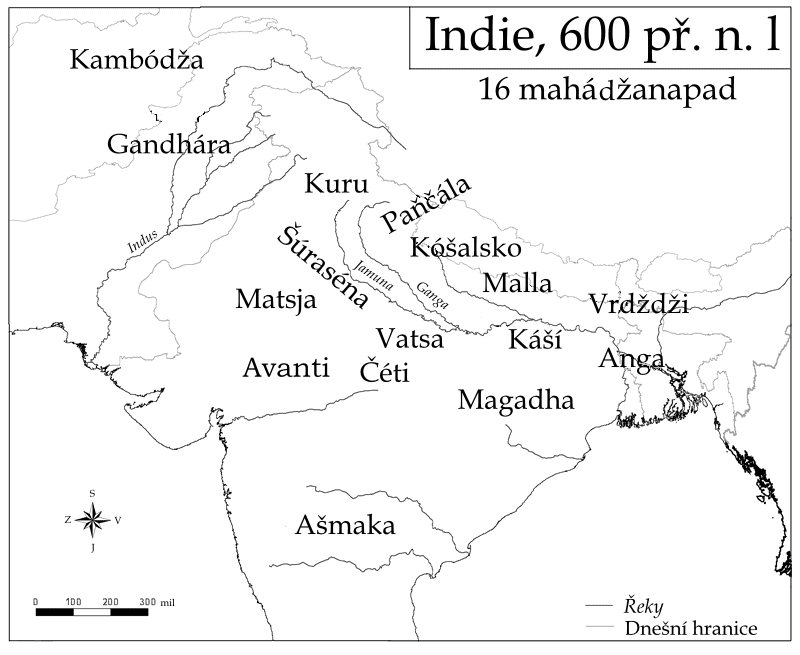
Mapa mahádžanapad

Ašmaka (v páli Assaka) byla jedna z šestnácti mahádžanapad starověké Indie, která je zmiňovaná v Anguttara-nikáji. Tento státní útvar se nacházel pravděpodobně v oblasti dnešní Maháráštry v okolí dnešního Paithanu na jih od pohoří Vindhja. Centrem Ašmaky byla Pratišthána (dnes právě Paithan) na horním toku Gódávarí.